# رد فتر لیکس (کلرادو)
رد فتر لیکس (به انگلیسی: Red Feather Lakes) یک منطقهٔ مسکونی در ایالات متحده آمریکا است که در شهرستان لاریمر واقع شده‌است. رد فتر لیکس ۹۶٫۴ کیلومتر مربع مساحت و ۵۲۵ نفر جمعیت دارد و ۲٬۴۰۵ متر بالاتر از سطح دریا واقع شده‌است.